# Скалы Грюнвальдта
Скалы Грюнвальдта (Грюнвальда) — известняковая скала на левом берегу реки Вагран в черте города Североуральска Свердловской области. 
Длина скал 250 м, высота 15—18 м. В нижней части находится пещера-грот глубиной 11 м, шириной 8 м и высотой 3 м. Известняковые породы содержат окаменелости редких видов беспозвоночных животных: брахиоподов, кораллов, трилобитов. Скалы названы в честь немецкого палеонтолога Морица Грюневальдта, который в 1853 году в составе экспедиции Эрнста Гофмана посетил Северный Урал, где открыл и описал новые виды окаменелостей.
В 2001 году Постановлением Правительства Свердловской области от 17 января 2001 года № 41-ПП скалы Грюнвальдта были объявлены комплексным памятником природы: геоботаническим, геологическим, палеонтолигическим и историческим. Этим же правовым актом охрана территории объекта возложена на администрацию Североуральского городского округа. Площадь особо охраняемой природной территории составляет 0,75 га.
На территории памятника природы произрастают редкие виды скальной и степной флоры, такие как гвоздика иглолистная, прострел желтеющий, адонис сибирский, лилия кудреватая и другие.